# Tetragnatha mexicana
Tetragnatha mexicana este o specie de păianjeni din genul Tetragnatha, familia Tetragnathidae, descrisă de Keyserling, 1865. Conform Catalogue of Life specia Tetragnatha mexicana nu are subspecii cunoscute.